# Panlogismo
Il termine panlogismo - dal greco πἀν (pan), tutto e λὁγος (logos), ragione - si trova per la prima volta in Johann Eduard Erdmann (1805-1892), filosofo tedesco della destra hegeliana che lo conia per definire la caratteristica da lui giudicata più rilevante del pensiero di Hegel: la presenza della razionalità in ogni aspetto del mondo reale, così da giustificare e dare un senso anche agli aspetti più tragici dell'esistenza umana, risolvendone tutte le contraddizioni nella suprema e finale sintesi dialettica della Ragione assoluta e dello Spirito (Geist).
Nella hegeliana visione dialettica della realtà il male, l'antitesi, il negativo, la tragicità della vita sono sempre risolti dalla positività della sintesi finale ottenuta tramite la ragione, che nega la negazione e quindi riafferma il bene a un grado più elevato.
Questa concezione ottimistica della realtà tendente a superarne l'incomprensione degli aspetti irrazionali dell'esistenza deriverebbe dal fondamentale principio hegeliano Ciò che è razionale, è reale; ciò che è reale, è razionale.

## Reale e esistente
Con l'affermazione suddetta della complementarità fra reale e razionale, Hegel non vuole comunque sostenere che tutto ciò che accade è da considerarsi razionale (e quindi necessario e giusto) nei minimi particolari. È vero che il reale è razionale, cioè perfettamente necessario, ma non è vero che tutto ciò che esiste in un determinato momento è da considerarsi reale. 
Hegel, distingue fra reale ed esistente. Solo gli aspetti più profondi e universali dell'esistenza sono reali e quindi razionali. Invece, le manifestazioni particolari dell'esistenza (ciò che è contingente e inessenziale) non sono veramente reali. Ad esempio, sul piano politico, veramente reali non sono i sentimenti e le passioni degli individui, ma sono reali e razionali le istituzioni e soprattutto lo Stato. Analogamente, sul piano naturale, veramente reale non è il singolo fenomeno, come, per esempio, l'iridescenza dell'arcobaleno, ma lo sono ben più le leggi fisiche che lo determinano.

## L'ultimo Hegel
Inoltre è stato rilevato come nel pensiero dell'ultimo Hegel sorga una drastica dissociazione da questo processo dialettico che, mediante il logico, neutralizzerebbe il tragico rendendolo giustificabile e quindi giusto (giustificazionismo).
Infatti, nella Introduzione alle Lezioni sulla filosofia della storia,  Hegel distingue
- l'alienazione (Entäusserung) dello Spirito assoluto, che sarà pure riconciliabile (Versöhnung) con se stesso, e
- l'estraniazione (Entfremdung) dello spirito soggettivo e personale, il quale invece non ne può ricavare alcuna consolazione e conforto.

L'ottimistica visione esistenziale svanisce davanti alla constatazione del persistere della coscienza infelice nelle singole soggettività in preda dell'Assoluto, vittime passive d'un fatalismo storico che sfrutta gli individui per il suo presunto progresso provvidenziale.